# Ставангер Ойлерз
«Става́нгер О́йлерз» (норв. Stavanger Oilers) — норвежский хоккейный клуб из города Ставангер. Основан в 2000 году. Клуб является трёхкратным победителем норвежской хоккейной лиги. В 2013 году клуб начал переговоры о вступлении в КХЛ.

## История
«Ставангер Ойлерз» был создан в 2000 году финскими рабочими как любительский клуб. Тем не менее уже в сезоне 2003/2004 клуб стал играть в высшей норвежской лиге. В сезоне 2009/2010 клуб выиграл своё первое чемпионство. В 2014 году клуб дебютировал в Лиге чемпионов.

## Достижения
- Норвежская хоккейная лига:
  - Победители (3)  : 2010 , 2012, 2013
  - Серебряный призёр (1)  : 2011

- Обладатель Континентального кубка: 2014